# 吉他麗麗
吉他麗麗（有時會稱為），屬於弦樂器之一，是吉他的一種類別，但也有人認為是烏克麗麗的一種類別，不管如何，其被認為是古典吉他與烏克麗麗的混血。
其形狀相對來說比烏克麗麗大，但卻比古典吉他小，其內部可置放小型麥克風，以連接放大器。音色從低音“A” 開始，並依序ADGCEA的音調。前四弦调像一个低提琴。
目前在市場上最常見到的吉他麗麗是雅馬哈公司的 GL-1吉他麗麗。